# Alberta Brianti
Alberta Brianti (født 5. april 1980 i San Secondo Parmense, Italien) er en professionel tennisspiller fra Italien.